# Prêmio Rádio Globo Quem
Prêmio Rádio Globo Quem é uma premiação virtual brasileira criada em 2021 através da união da revista Quem e da Rádio Globo. A cerimônia de premiação virtual aconteceu no dia 23 de junho e foi transmitida pelo YouTube.  A premiação celebra a música brasileira escutada tanto nas rádios quanto no streaming. 11 categorias são decididas pelo voto popular e 3 através de votos do júri. O evento foi patrocinado pela Tanquerey e Smirnoff, foi apresentado por Ana Clara e Paulo Vieira. Pabllo Vittar, Lexa (cantora), Dilsinho, Thiaguinho, Ferrugem, IZA e Os Barões da Pisadinha se apresentaram na primeira edição.
A primeira edição do prêmio aconteceu no formato hibrido, sem plateia devido a pandemia de coronavirus, foi realizado direto do complexo cultural Cidade das Artes no Rio de Janeiro. 

## Indicados e vencedores 2021[12]
| Melhor Live | Melhor Forró | Melhor Funk |
| --- | --- | --- |
| - Alok - Ivete Sangalo - Gusttavo Lima - Ludmilla - Marília Mendonça - Wesley Safadão | - "Rita" - Tierry - "Algo Mais (Amante)" - Xand Avião feat. Gusttavo Lima - "Letícia" - Zé Vaqueiro - "Elas Gostam de Gasolina" - Anderson e Vei da Pisadinha - "Recairei" - Os Barões da Pisadinha - "Romance Desapegado" - Conde do Forró          | - "Vem Me Satisfazer" - MC Ingryd e DJ Henrique da VK *"Rainha da Favela" - Ludmilla - "Repara" - MC Rebecca, Kevin o Chris e WC No Beat - "Romance Proibido" - Kevin o Chris e Ferrugem - "Oh Juliana" - MC Niack - "Tudo Aconteceu" - MC Du Black e Delacruz                                                                     |
| Melhor Samba/Pagode | Melhor Hip-Hop | Melhor Sertanejo |
| - "Misturados" - Dilsinho - "Tristinha" - Ferrugem - "Acende o Celular" - Tiee - "Amor Difícil" - Ludmilla e Thiaguinho - "Melhor Eu Ir / Ligando os Fatos / Sonho de Amor / Deixa Eu Te Querer ou Fatalmente / Separação / Temporal ou Adorei" - Menos é Mais - "Deixa Tudo Como Está" - Thiaguinho | - "Sunshine" - Delacruz - "A Libertina" - Filipe Ret - "Melhor Forma - Poesia Acústica#9" - L7NNON, CHRIS, Xamã, Lourena, Cesar MC, Djonga, Filipe Ret - "Amor de Fim de Noite" - Orochi, Papatinho - "Pipa Voada" - Rashid feat. Emicida e Lukinhas | - "A Gente Fez Amor" - Gusttavo Lima - "Tentativas" - Marília Mendonça - "Ranking" - Jorge & Mateus - "Volta Por Baixo" - Henrique & Juliano - "Status Que Eu Não Queria" - Zé Neto & Cristiano - "Litrão" - Matheus & Kauan |
| Melhor DJ | Melhor Música Pop Nacional | Melhor Feat |
| - Alok - Pedro Sampaio - Vintage Culture - Bruno Martini - Dennis DJ - Cat Dealers | - "A Tal Canção Pra Lua" - Vitor Kley e Samuel Rosa - "Chama Ela" - Lexa feat. Pedro Sampaio - "Braba" - Luísa Sonza - "Só Você" - Léo Santana, Kevinho e MC Rogerinho - "Meu Talismã" - Iza - "Desce Pro Play" - Anitta feat. MC Zaac e Tyga        | *"Modo Turbo" - Luísa Sonza feat. Anitta e Pabllo Vittar - "Um Pôr do Sol" - Silva feat. Ludmilla - "Basta Você Me Ligar" - Os Barões da Pisadinha feat. Xand Avião - "Combatchy" - Anitta feat. Lexa, Luísa Sonza e MC Rebecca - "Não Vai Embora" - Dilsinho, Luísa Sonza feat. Malibu - "Intenção" - Marília Mendonça feat. Gaab |